# Габріеле Казадеї
Габріеле Казадеї (10 серпня 2002 , Івреа, П'ємонт ) — італійський спортсмен-веслувальник на каное, срібний призер Олімпійських ігор 2024 року.

## Виступи на Олімпіадах
| Олімпіада  | Дисципліна               | Місце |
| ---------- | ------------------------ | ----- |
| Париж 2024 | каное-двійки, 500 метрів | 2     |

## Зовнішні посилання
- Габріеле Казадеї на сайті International Canoe Federation (англійська)